# CZ Большого Пса
CZ Большого Пса (лат. CZ Canis Majoris) — двойная затменная переменная звезда типа Алголя (EA) в созвездии Большого Пса на расстоянии приблизительно 8707 световых лет (около 2670 парсеков) от Солнца. Видимая звёздная величина звезды — от +13,9m до +13,2m. Орбитальный период — около 0,819 суток (19,656 часов).